# توماس كيتلي
توماس كيتلي (بالإنجليزية: Thomas Keightley)‏ (17 أكتوبر 1789 - 4 نوفمبر 1872) كان كاتبًا أيرلنديًا معروفًا بأعماله في الأساطير والفولكلور، ولا سيما في كتابه الميثولوجيا الخيالية (1828)، وأعيد طبعه لاحقًا باسم الدليل العالمي للتماثيل، والجنيات، والإلف، وغيرهم من الأشخاص الصغار (1978).

## روابط خارجية
- مؤلفات Thomas Keightley في مشروع غوتنبرغ
- أعمال أو نبذة عن توماس كيتلي على أرشيف الإنترنت
- The Fairy Mythology by Thomas Keightley, 1870., available online by Sacred Texts
- Thomas Keightley في مستندات مكتبة الكونغرس، مع 54 كتالوجue للسجلات